# 住吉神社 (東京都中央区)

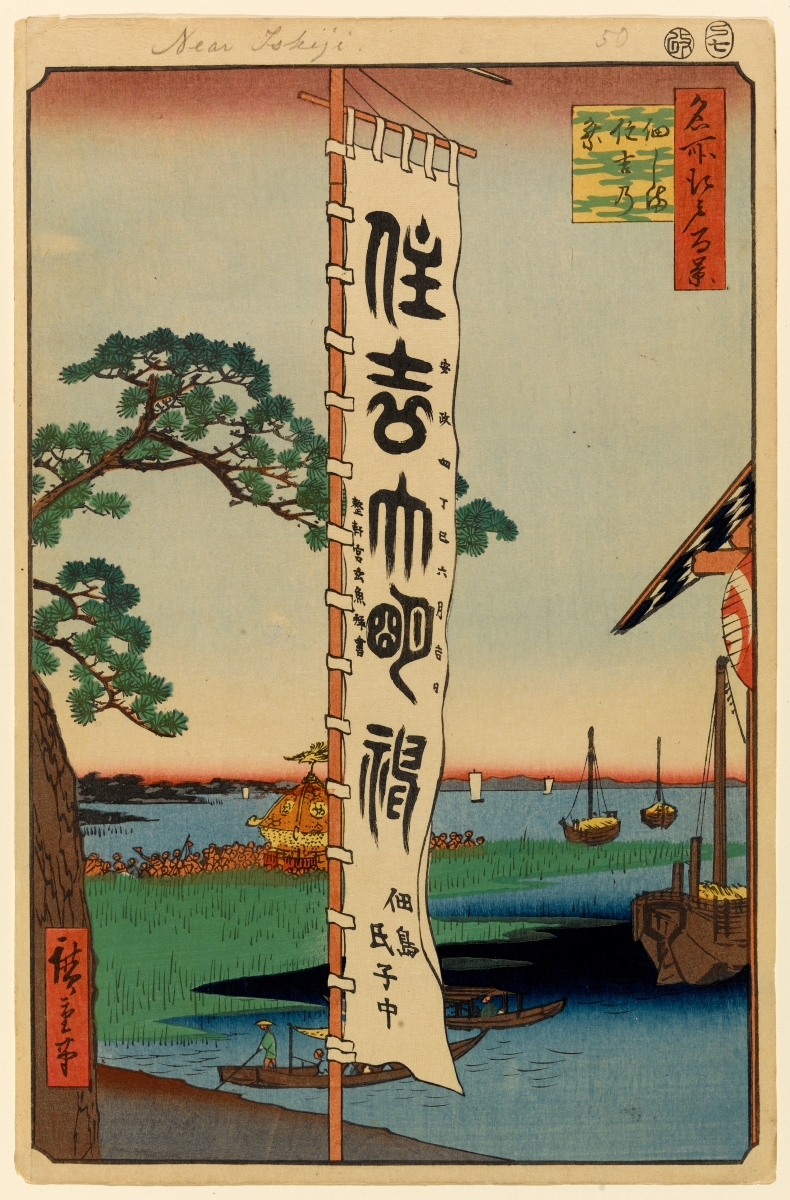
歌川広重『名所江戸百景』の内「佃しま住吉乃祭（佃島住吉の祭）」
幕末期の、当時はまだ行われていた海中渡御の様子。手前の幟は「住吉大明神」と読める。

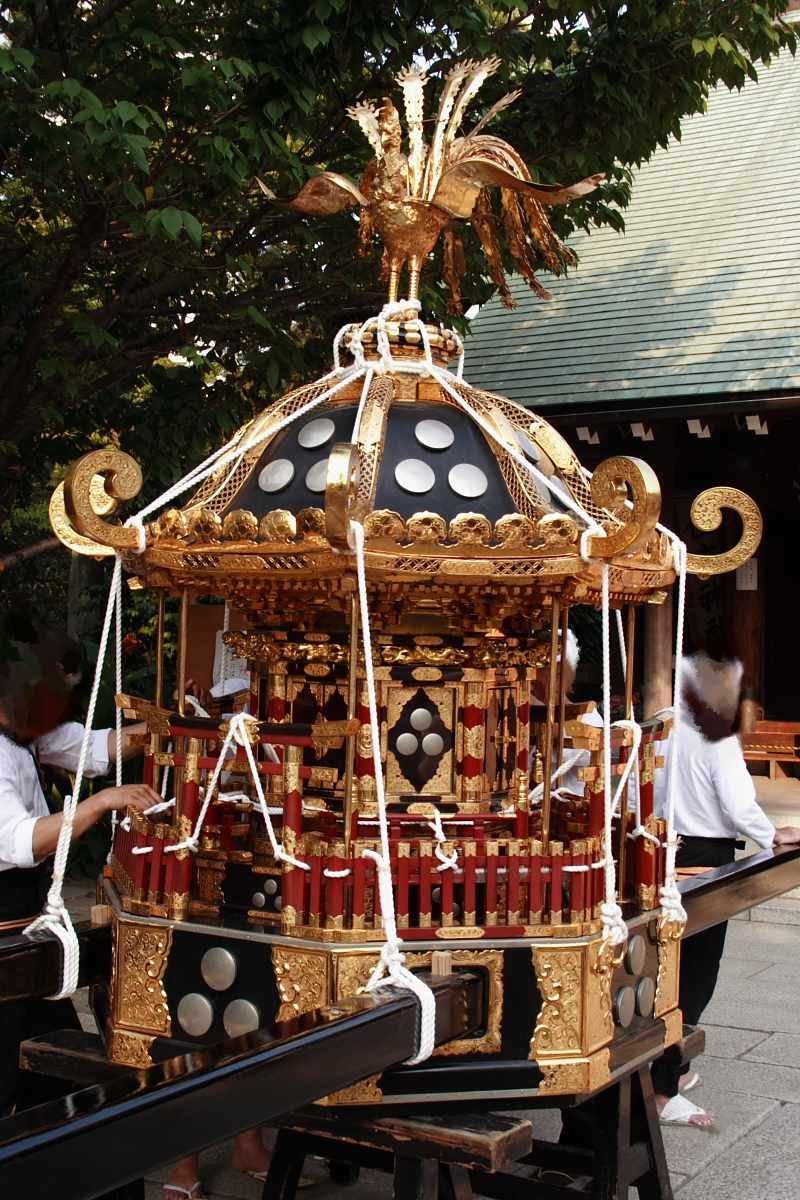
住吉神社の八角神輿

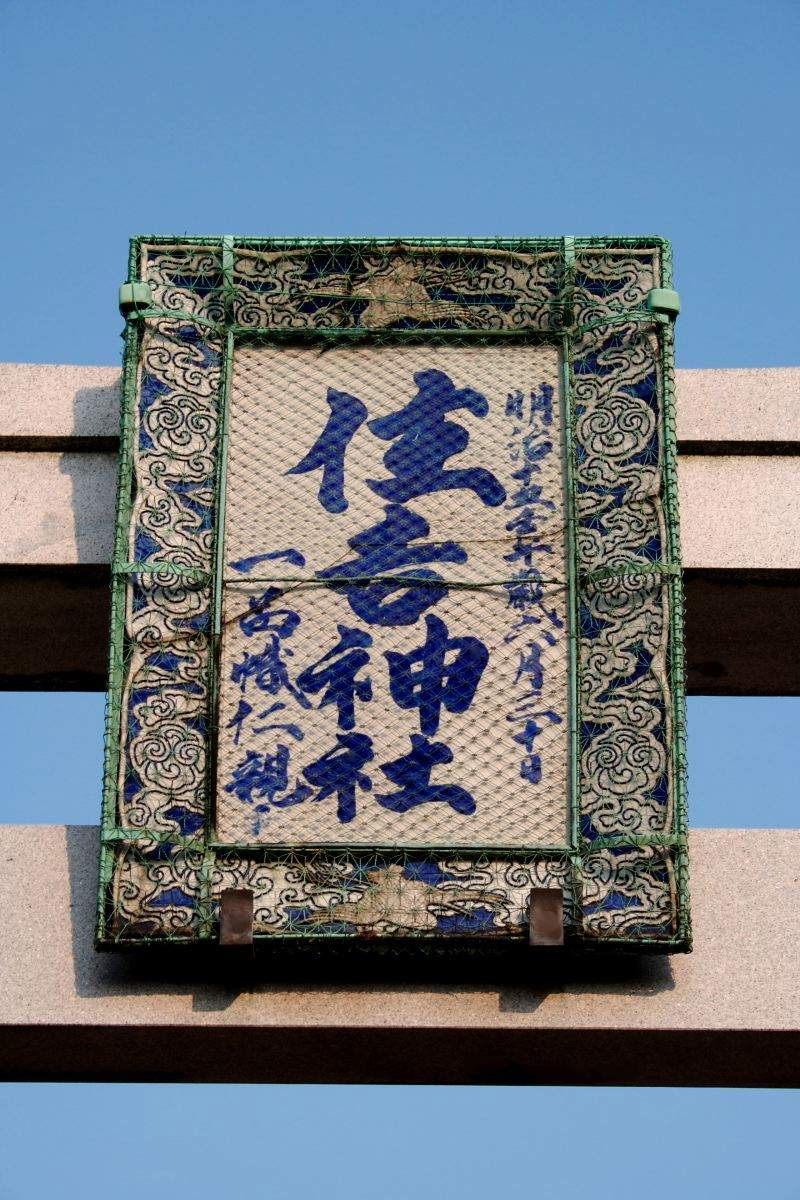
陶製の扁額に見える、有栖川宮幟仁親王の筆になる文字

住吉神社（すみよしじんじゃ）は、日本の東京都中央区佃にある神社である。旧社格は郷社。

## 祭神
- 祭神は次の5柱[2]。

主祭神
- 底筒男命（そこつつのおのみこと）
- 中筒男命（なかつつのおのみこと）
- 表筒男命（うわつつのおのみこと）

以上の3柱は「住吉三神」と総称される。
- 息長足姫命（おきながたらしひめのみこと）
- 東照御親命（おずまてるみおやのみこと）

## 由緒
※新暦導入以前（1872年以前）の日付は和暦による旧暦。丸括弧内は西暦で、1581年以前はユリウス暦、1582年以降はグレゴリオ暦。
天正年間（1573- 1592年）、徳川家康が上洛し、摂津国西成郡佃村（現・大阪市西淀川区佃）にある住吉神社（改称の経緯：田蓑神社→田蓑姫神社→住吉神社→田蓑神社）に参詣した際、佃村および近隣の大和田村（現在の西淀川区大和田付近）の漁民が神崎川に渡し船を出して家康一行を運び、白魚などを献上した。これを機縁として、以後、両村の漁民は家康から西国海上隠密の用を受けたり、大坂の陣の際には軍船や魚の調達をするなどした。また、家康は両村の漁民に対し、恩賞として全国での漁業権を与えた。
天正18年8月1日（1590年8月30日）、徳川家康が関東下降の際、先述の佃村および大和田村の漁夫33人と神主・平岡権大夫好次が江戸に移り、正保2年（1645年）には江戸鉄砲洲向かいにある百間（約180m）四方の干潟を幕府から下賜された漁夫らがこれを埋め立てて築島し、永住することになった。この島を故郷の摂津国佃村にちなんで「佃」（島は「佃嶋」、村は「佃村」）と命名し、正保3年6月29日（1646年8月10日）には、息長足姫命（神功皇后）と東照御親命（徳川家康の霊）の分霊を奉遷し、摂津国佃の住吉社（現・田蓑神社）の分霊（住吉三神）とともに祀るべく、住吉神社が創建された。

## 概要
元禄7年（1694年）には、佃嶋（現・佃一丁目）に居住する男子からなる講組織「佃嶋氏子中」が河上正吉らによって結成され、その後、幾多の火災風災に見舞われながらも、氏子信者の結束によって近現代に及ぶ。
明治時代には、月島と新佃島、昭和時代には晴海と豊海が埋め立てられ、また、人足寄場や監獄として利用されていた石川島（別称：森島、鎧島）が、明治29年（1896年）5月に監獄移転に伴って工業・居住の地となり、これらを含めた全島が氏子中に編入されていった。
昭和22年（1947年）には、講組織「佃嶋氏子中」が「佃住吉講」と改称し、各町会・連合睦会と協力して、3年に一度の例祭（神幸祭）を執り行うようになる。獅子頭宮出し、宮神輿宮出し、古から行われていた神輿の海中渡御と船渡御は昭和37年（1962年）に廃止されたが、平成2年（1990年）には28年ぶりに船渡御が復活し、現在でも例祭中最も重要な行事の一つとされている。特に、住吉神社が所有する神輿は関東では珍しい八角形のものであり、「八角神輿」「八角」などと呼ばれている。また、古来、この祭りの際には高さ20mに及ぶ6本の大幟が佃島に立つが、江戸城からも見えるとまでいわれたその大きさで見る者を圧巻させてきた。
御旅所が勝どき四丁目（最初の所在地は勝どき二丁目）に、分社が江東区牡丹町（旧・佃町）と晴海にある。
境内の鳥居に格式高く飾られている陶製の扁額に見える文字は有栖川宮幟仁親王の筆による。

## 年表
- 天正年間（1573 - 1592年）：徳川家康が上洛し、摂津国西成郡佃村（現・大阪市西淀川区佃）にある住吉神社（旧・田蓑神社、現・田蓑神社）に参詣した際、佃村および近隣の大和田村（現在の西淀川区大和田付近）の漁民が神崎川に渡し船を出して家康一行を運ぶなどし、以後、篤い縁を養う。
- 天正18年（1590年） 8月1日（8月30日）：徳川家康が関東に下降（江戸城に公式入城する）し、佃村と大和田村の漁夫33人と住吉神社の神主・平岡権大夫好次も江戸に入る。
- 寛永年間（1624 - 1645年）：江戸鉄砲洲向かいにある百間四方の干潟を幕府から下賜された漁夫らがこれを埋め立てて築島し始める。
- 寛永15年(1638年）:社殿が類焼する。[6]
- 正保2年（1645年）：築島が成り、「佃」（島は「佃嶋」、村は「佃村」）と名付けて定住。
- 正保3年6月29日（1646年8月10日）：佃嶋の築島者たちが、息長足姫命（神功皇后）と東照御親命（徳川家康の霊）の分霊を奉遷し、住吉三神とともに祀るべく、住吉神社を創建する。
- 元禄7年8月6日（1694年9月24日）：河上正吉らが講組織「佃嶋氏子中」を結成。
- 安永7年(1778年）:社殿が類焼する。[6]
- 天保5年(1834年）:社殿が類焼する。[6]
- 天保9年(1838年）:社殿が類焼する。[6]
- 安政3年（1856年） - 5年（1858年）：この頃、歌川広重が名所絵揃物『名所江戸百景』の一図「佃しま住吉乃祭」として、住吉神社例大祭の様子を描く。
- 安政5年(1858年）:社殿が類焼する。[6]
- 慶応2年(1866年）:社殿が類焼する。[6]
- 昭和22年（1947年）：佃嶋氏子中が名称を「佃住吉講」に変更。
- 昭和37年（1962年）：東京湾の汚染が進むなか、神輿の海中渡御と船渡御が廃止される。
- 平成2年（1990年）：東京湾の汚染状況が改善されて久しく、28年ぶりに船渡御の復活が成る。
- 平成17年（2005年）8月5 - 8日：平成17年例大祭を「住吉神社鎮座360年記念例大祭[7]」とし、東京湾上での海上祭と合わせて執行。
- 平成21年（2009年）8月2日：50年ぶりに千貫神輿氏子地域、月島渡り奉祝記念巡行が復活。

## 摂社
摂社は計6社
- 竜神社 - 文政5年（西暦1822年）奉祀
- 疫神社 - 嘉永3年（西暦1850年）奉祀
- 疱瘡神社 - 嘉永3年（西暦1850年）奉祀
- 船魂神社
- 入船神社
- 稲荷社

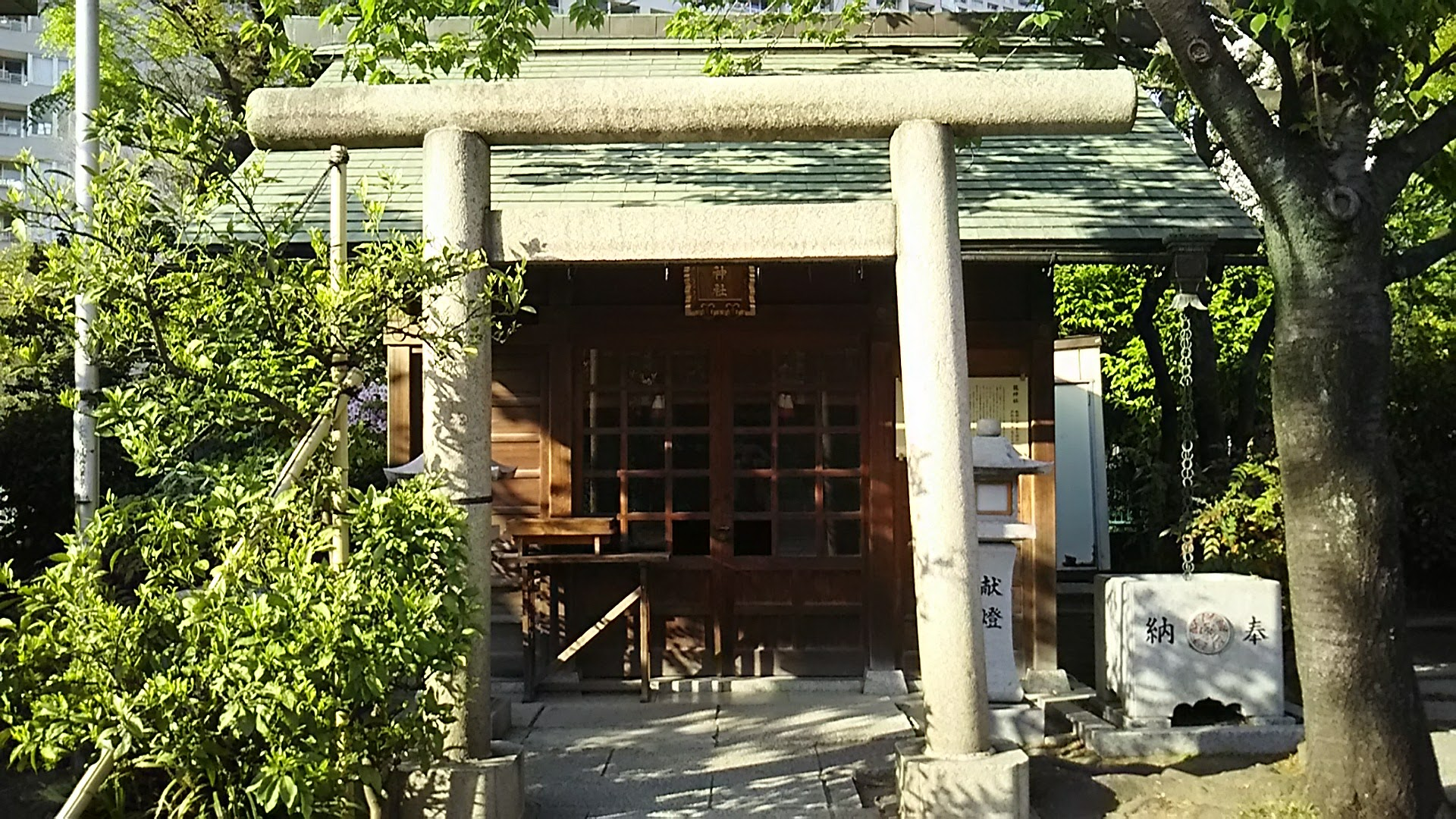
竜神社（南から見る）
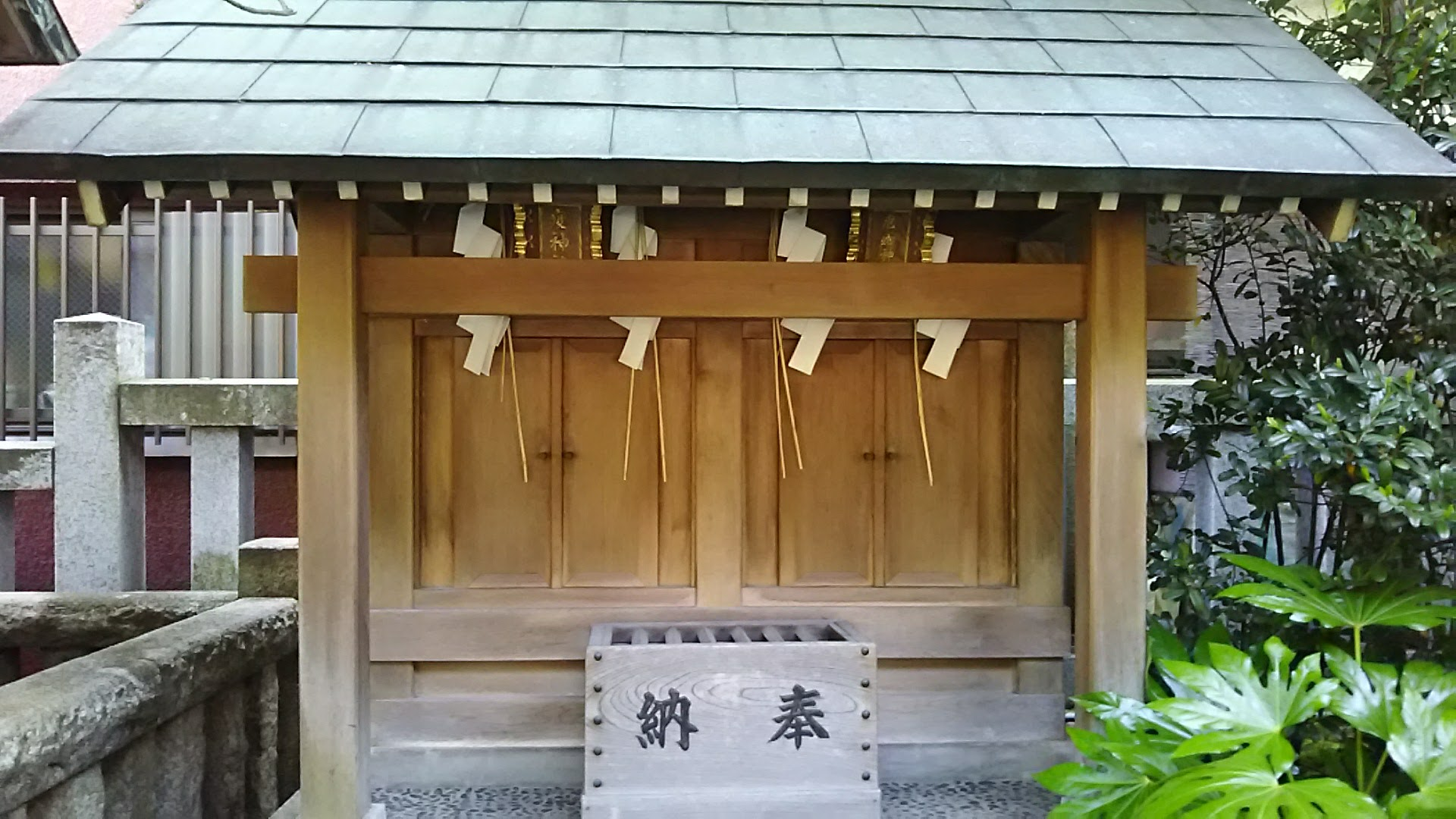
疫神社、疱瘡神社(北から見る、写真の左が疫神社、右が疱瘡神社)
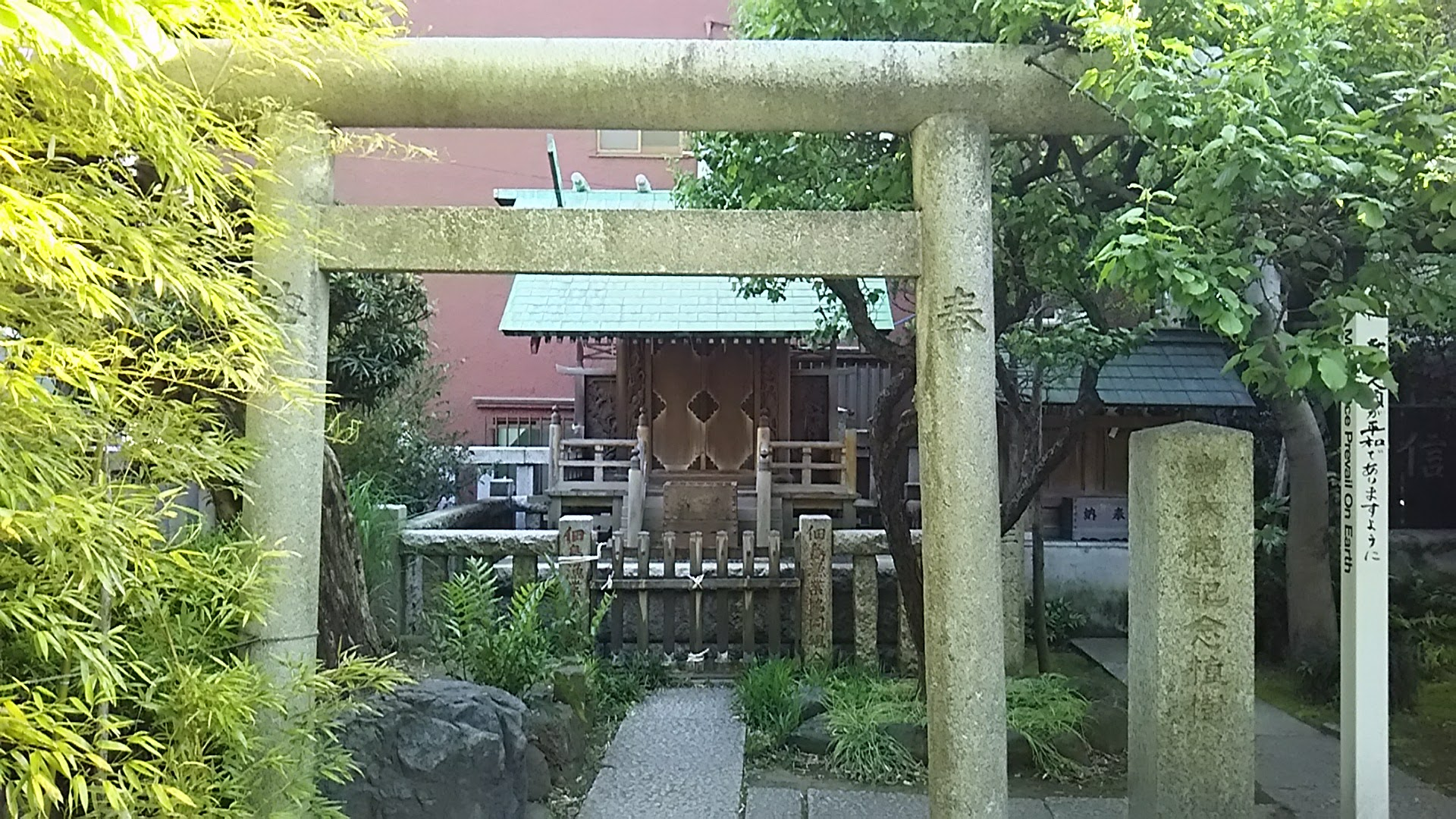
船魂神社（北から見る）
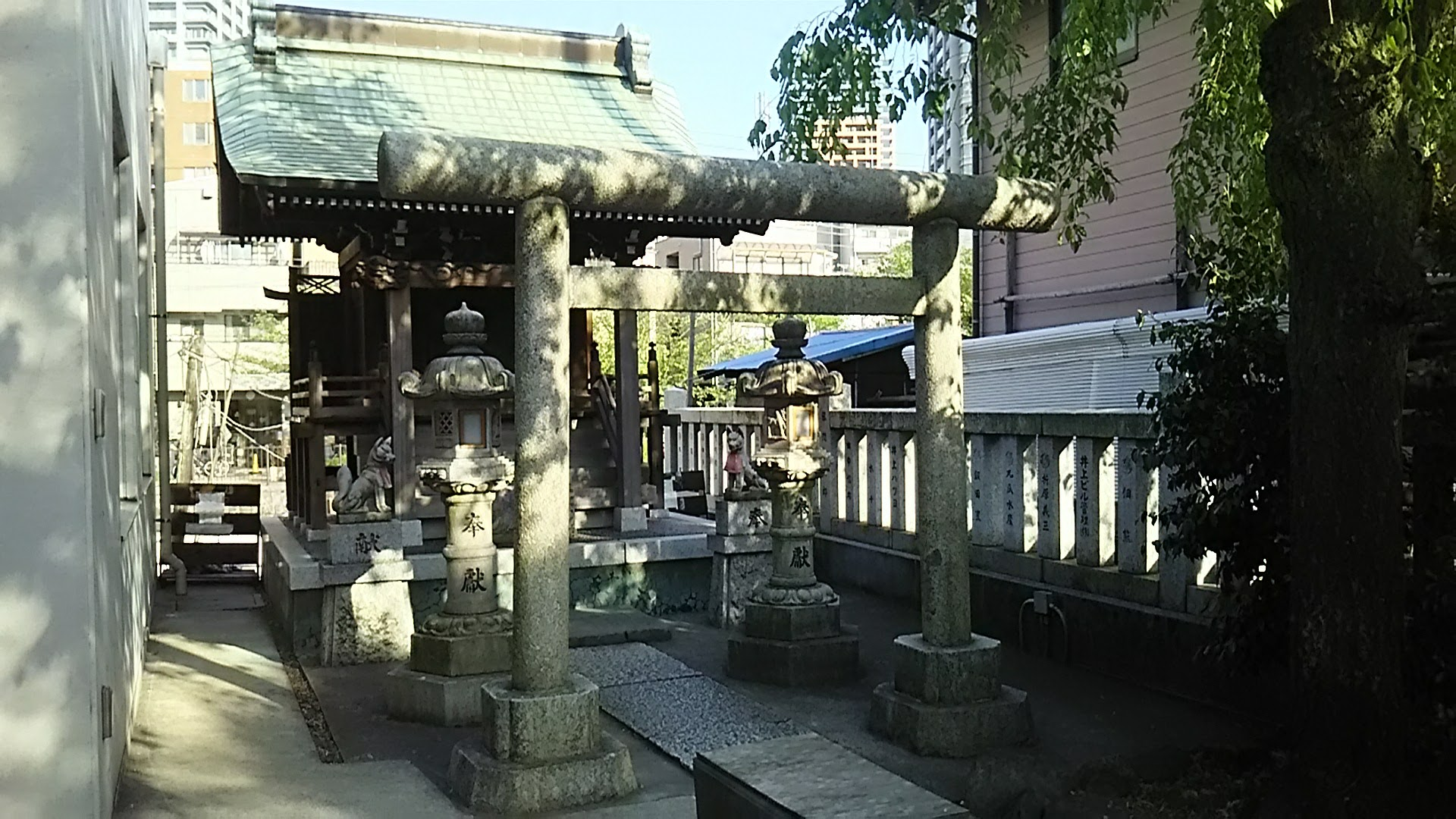
入船稲荷神社（西から東側を見る）

## 文化財

### 中央区指定有形文化財
- 水盤舎[6][9]
- 陶製住吉神社扁額[6][9]
- 板絵着色蘭陵王図額[6]
- 木板金地着色蘆鷺図額[6]
- 住吉神社文書[10]

### その他
- 植樹の碑　1基[6]
- 五世川柳句碑　1基[6]

## 氏子地域
- 中央区佃一丁目～三丁目
- 中央区月島一丁目～四丁目
- 中央区勝どき一丁目～六丁目
- 中央区豊海町
- 中央区晴海一丁目～五丁目

## 関連する創作作品
- 丸谷才一の短編小説『鈍感な青年』には、3年に一度の例祭以外の年の「かげまつり」の描写が印象深く描かれている。